# Üüvere
Koordinaten: 58° 25′ N, 22° 59′ O
Üüvere (deutsch Juwera) ist ein Dorf (estnisch küla) auf der größten estnischen Insel Saaremaa. Es gehört zur Landgemeinde Saaremaa (bis 2017: Landgemeinde Laimjala) im Kreis Saare.

## Einwohnerschaft
Das Dorf wurde erstmals 1645 unter dem Namen Hürfer urkundlich erwähnt. Es hat drei Einwohner (Stand 31. Dezember 2011). Üüvere liegt 34 Kilometer nordöstlich der Inselhauptstadt Kuressaare.

## Kuriosa
Da im estnischen Alphabet das Ü der letzte Buchstabe ist, steht das Dorf in alphabetischen Auflistungen estnischer Orte ganz am Ende.